# Jacobina Airport
Jacobina Airport är en flygplats i Brasilien.   Den ligger i kommunen Jacobina och delstaten Bahia, i den östra delen av landet, 1 000 km nordost om huvudstaden Brasília. Jacobina Airport ligger 475 meter över havet.
Terrängen runt Jacobina Airport är kuperad österut, men västerut är den platt. Närmaste större samhälle är Jacobina, 4,7 km öster om Jacobina Airport.
Omgivningarna runt Jacobina Airport är huvudsakligen savann. Runt Jacobina Airport är det ganska glesbefolkat, med 50 invånare per kvadratkilometer.